# Walter Schulte (General)
Walter Schulte (* 1969 in Dorsten) ist ein Brigadegeneral des Heeres der Bundeswehr und der Abteilungsleiter II im Bundesamt für Personalmanagement der Bundeswehr.

## Militärische Laufbahn
Schulte trat 1988 beim Panzerbataillon 194 in Münster in die Bundeswehr ein und absolvierte die Ausbildung zum Offizier der Panzertruppe. Es folgte 1991 eine Verwendung als Zugführer im 3. Gebirgspanzerbataillon 8 in Pocking in Niederbayern. Von 1992 bis 1996 studierte Schulte Staats- und Sozialwissenschaften an der Universität der Bundeswehr in München sowie an der University of Texas in Austin. Anschließend wurde er erneut als Zugführer im Panzerbataillon 84 in Lüneburg eingesetzt. Im Jahr 1999 absolvierte er als Kompaniechef bei KFOR einen Auslandseinsatz. Es schlossen sich Verwendungen als Hörsaalleiter an der Panzertruppenschule in Munster sowie als Planungsstabsoffizier Balkan im Einsatzführungskommando der Bundeswehr in Potsdam an. Von 2007 bis 2009 war er Referent im Bundesministerium der Verteidigung. Ab 2010 war Schulte als Oberstleutnant Kommandeur des Panzerlehrbataillons 93 in Munster. Um 2022 war Schulte als Referatsleiter Betreuung Fürsorge III 2 im Bundesministerium der Verteidigung eingesetzt. Im Jahr 2024 war Schulte Abteilungsleiter II im Bundesamt für Personalmanagement der Bundeswehr. Auf diesem Dienstposten erhielt er auch die Beförderung zum Brigadegeneral.